# PCDH18
PCDH18‏ (Protocadherin 18) هوَ بروتين يُشَفر بواسطة جين PCDH18 في الإنسان.